# Sticherus albus
Sticherus albus är en ormbunkeart som beskrevs av J.Gonzales. Sticherus albus ingår i släktet Sticherus och familjen Gleicheniaceae. Inga underarter finns listade.